# Payra-sur-l’Hers
Payra-sur-l’Hers település Franciaországban, Aude megyében. Lakosainak száma 208 fő (2022. január 1.). Payra-sur-l’Hers Fonters-du-Razès, Mas-Saintes-Puelles, Mayreville, Montauriol, Peyrefitte-sur-l’Hers, Saint-Amans és Villeneuve-la-Comptal községekkel határos.

## Népesség
A település népessége az elmúlt években az alábbi módon változott:
| Lakosok száma | 206  | 184  | 158  | 157  | 188  | 194  | 205  | 205  | 205  | 208  |
|               | 1968 | 1982 | 1990 | 2006 | 2013 | 2015 | 2017 | 2019 | 2020 | 2022 |